# Clinton (Connecticut)
Clinton és una població dels Estats Units a l'estat de Connecticut. Segons el cens del 2005 tenia 13.612 habitants.

## Demografia
Segons el cens del 2000, Clinton tenia 13.094 habitants, 5.134 habitatges, i 3.614 famílies. La densitat de població era de 310,5 habitants per km².
Dels 5.134 habitatges en un 33,4% hi vivien nens de menys de 18 anys, en un 59,1% hi vivien parelles casades, en un 8,4% dones solteres, i en un 29,6% no eren unitats familiars. En el 23,7% dels habitatges hi vivien persones soles el 8,7% de les quals corresponia a persones de 65 anys o més que vivien soles. El nombre mitjà de persones vivint en cada habitatge era de 2,55 i el nombre mitjà de persones que vivien en cada família era de 3,04.
Per edats la població es repartia de la següent manera: un 25,1% tenia menys de 18 anys, un 5,8% entre 18 i 24, un 31,1% entre 25 i 44, un 26,7% de 45 a 60 i un 11,3% 65 anys o més.
L'edat mediana era de 38 anys. Per cada 100 dones de 18 o més anys hi havia 91,4 homes.
La renda mediana per habitatge era de 60.471 $ i la renda mediana per família de 71.403 $. Els homes tenien una renda mediana de 47.363 $ mentre que les dones 34.983 $. La renda per capita de la població era de 26.080 $. Aproximadament el 2% de les famílies i el 4,2% de la població estaven per davall del llindar de pobresa.

## Poblacions més properes
El següent diagrama mostra les poblacions més properes.